# Saint-Denis-sur-Scie
Saint-Denis-sur-Scie település Franciaországban, Seine-Maritime megyében. Lakosainak száma 663 fő (2022. január 1.). Saint-Denis-sur-Scie Biville-la-Baignarde, Montreuil-en-Caux, Saint-Maclou-de-Folleville, Tôtes, Vassonville és Val-de-Scie községekkel határos.

## Népesség
A település népessége az elmúlt években az alábbi módon változott:
| Lakosok száma | 629  | 666  | 674  | 674  | 685  | 693  | 701  | 682  | 663  |
|               | 2013 | 2015 | 2016 | 2017 | 2018 | 2019 | 2020 | 2021 | 2022 |